# Michele Rinaldi
Michele Rinaldi, född 9 januari 1987, är en italiensk fotbollsspelare som för närvarande spelar för AC Savoia i italienska Lega Pro Prima Divisione.